# Global Competitiveness Report
Il Global Competitiveness Report (GCR) è pubblicato annualmente dal Forum economico mondiale. Dal 2004, il Global Competitiveness Report classifica le nazioni in base al Global Competitiveness Index, sviluppato da Xavier Sala-i-Martin ed Elsa V. Artadi. Prima di questa base teorica, veniva usato il metodo Jeffrey Sachs, Growth Development Index e il metodo Michael Porter, Business Competitiveness Index. Il Global Competitiveness Index integra i due metodi macro e  micro/business in un solo indice.
Il report "mostra l'abilità di una nazione a provvedere al benessere dei propri cittadini. Questo dipende da come la produttività riesce a usare le risorse disponibili. Il Global Competitiveness Index misura il livello di qualità di istituzioni, della politica e i fattori che determinano la prosperità economica sul medio-lungo termine."

## Descrizione
Dal 2004 viene pubblicato il Global Competitiveness Index. Il report è basato sul metodo teorico e sulle ricerche più recenti. È stilato basandosi su oltre 110 variabili, di cui 2/3 dal Executive Opinion Survey, e 1/3 da fonti pubbliche come i rapporti delle Nazioni Unite. Le variabili sono riunite in 12 pilastri, ciascuno dei quali rappresenta un'area considerata importante per la competitività.
Una parte del rapporto è il Executive Opinion Survey che rappresenta il sondaggio di un campione di business leader nei diversi paesi. Nel 2010 oltre 13 500 in 142 paesi.
Il rapporto mostra che una nazione si sviluppa, con salari in incremento, e che in ordine alla sostenibilità di un reddito più elevato, la produttività del lavoro deve essere aumentata, per essere competitivi. In aggiunta ciò che crea produttività in Svezia e necessariamente differente da ciò che lo crea in Ghana. Il GCI separa le nazioni in tre driver: factor-driven, efficiency-driven, e innovation-driven, ciascuno dei quali implica un grado di crescita nella complessità nelle operazioni economiche.
Nel factor-driven le nazioni competono sul fattore dote, lavoro non professionalizzante e risorse naturali. Le aziende competono sulla base di prezzi e vendite di beni basilari o commodity, con produttività bassa riflessa in basso salario. Ci sono dodici pillar di competitività:
1. istituzioni
2. infrastrutture appropriate
3. quadro economico stabile
4. educazione e salute
5. educazione elevata e aggiornamento
6. mercato dei beni efficiente
7. mercato del lavoro efficiente
8. mercato finanziario sviluppato
9. abilità di utilizzare benefici di tecnologie esistenti
10. e la dimensione del mercato, domestico e internazionale
11. produzione di beni innovativi con metodi sofisticati
12. innovazione

Per mantenere la competitività a questo stadio di sviluppo, deve funzionare il rapporto pubblico-privato nelle istituzioni (pillar 1), infrastrutture appropriate (pillar 2), e quadro macroeconomico stabile (pillar 3), e buona salute e educazione (pillar 4).
Il salario che cresce con l'avanzare dello sviluppo, pone la nazione nello stadio di efficiency-driven, con necessario sviluppo dei sistemi produttivi più efficienti e qualità. A questo punto, la competitività diventa mossa da educazione elevata e continuo aggiornamento (pillar 5), mercato di beni efficiente (pillar 6), mercato del lavoro efficiente (pillar 7), mercato finanziario sviluppato (pillar 8), abilità di coniugare benefici di tecnologie esistenti (pillar 9), e le dimensioni del mercato, domestico e internazionale (pillar 10).
Alla fine lo stadio ultimo è l'innovation-driven, dove le nazioni sono capaci di tenere salari elevati e alto standard di vita se il loro businesses crea prodotti unici, innovativi. A questo stadio le aziende competono producendo beni nuovi prodotti con metodi sofisticati (pillar 11) e attraverso innovazione (pillar 12).
L'impatto di ogni pillar sulla competitività varia in ogni nazione, in funzione dello stadio di sviluppo economico. Nel calcolo del GCI, i pillar sono dati da differenti pesi dipendenti dal PIL pro capite. I pesi usati sono valori che meglio spiegano crescita negli ultimi anni Per esempio, l'innovazione e la sofisticatezza dei beni conta il 10% dei valori finali nelle economie a efficiency-driven, ma il 30% in quelle innovation-driven. Valori intermedi sono usati per stadi economici intermedi delle nazioni.
Il Global Competitiveness Index è simile al Ease of Doing Business Index e Indices of Economic Freedom, che mostra i fattori legati alla crescita economica (ma non come il Global Competitiveness Report).

## 2015–2016
Prime 30 posizioni 2015–2016 report:
1. Svizzera 5.8 (±0)
2. Singapore 5.7 (±0)
3. Stati Uniti 5.6 (±0)
4. Germania 5.5 (+1)
5. Paesi Bassi 5.5 (+3)
6. Giappone 5.5 (±0)
7. Hong Kong 5.5 (±0)
8. Finlandia 5.5 (-4)
9. Svezia 5.4 (+1)
10. Regno Unito 5.4 (-1)
11. Norvegia 5.4 (±0)
12. Danimarca 5.3 (+1)
13. Canada 5.3 (+2)
14. Qatar 5.3 (+2)
15. Taiwan 5.3 (-1)
16. Nuova Zelanda 5.3 (+1)
17. Emirati Arabi Uniti 5.2 (-5)
18. Malaysia 5.2 (+2)
19. Belgio 5.2 (-1)
20. Lussemburgo 5.2 (-1)
21. Australia 5.1 (+1)
22. Francia 5.1 (+1)
23. Austria 5.1 (-2)
24. Irlanda 5.1 (+1)
25. Arabia Saudita 5.1 (-1)
26. Corea del Sud 5.0 (±0)
27. Israele 5.0 (±0)
28. Cina 4.9 (±0)
29. Islanda 4.8 (+1)
30. Estonia 4.7 (-1)

## 2014–2015
Prime 30 posizioni 2014–2015 report:
1. Svizzera 5.70 (±0)
2. Singapore 5.65 (±0)
3. Stati Uniti 5.54 (+2)
4. Finlandia 5.50 (-1)
5. Germania 5.49 (-1)
6. Giappone 5.47 (+3)
7. Hong Kong 5.46 (±0)
8. Paesi Bassi 5.45 (±0)
9. Regno Unito 5.41 (+1)
10. Svezia 5.41 (-4)
11. Norvegia 5.35 (±0)
12. Emirati Arabi Uniti 5.33 (+7)
13. Danimarca 5.29 (+2)
14. Taiwan 5.25 (-2)
15. Canada 5.24 (-1)
16. Qatar 5.26 (-3)
17. Nuova Zelanda 5.20 (+1)
18. Belgio 5.18 (-1)
19. Lussemburgo 5.17 (+3)
20. Malaysia 5.16 (+4)
21. Austria 5.16 (-5)
22. Australia 5.08 (-1)
23. Francia 5.08 (±0)
24. Arabia Saudita 5.06 (-4)
25. Irlanda 4.98 (+3)
26. Corea del Sud 4.96 (-1)
27. Israele 4.95 (±0)
28. Cina 4.89 (+1)
29. Estonia 4.71 (+3)
30. Islanda 4.71 (+1)

## 2013–2014
Prime 30 posizioni 2013–2014 report:
1. Svizzera 5.67 (±0)
2. Singapore 5.61 (±0)
3. Finlandia 5.54 (±0)
4. Germania 5.51 (+2)
5. Stati Uniti 5.48 (+2)
6. Svezia 5.48 (-2)
7. Hong Kong 5.47 (+2)
8. Paesi Bassi 5.42 (-3)
9. Giappone 5.40 (+1)
10. Regno Unito 5.37 (-2)
11. Norvegia 5.33 (+4)
12. Taiwan 5.29 (+1)
13. Qatar 5.24 (-2)
14. Canada 5.20 (±0)
15. Danimarca 5.18 (-3)
16. Austria 5.15 (±0)
17. Belgio 5.13 (±0)
18. Nuova Zelanda 5.11 (+5)
19. Emirati Arabi Uniti 5.11 (+5)
20. Arabia Saudita 5.10 (-2)
21. Australia 5.09 (-1)
22. Lussemburgo 5.09 (±0)
23. Francia 5.05 (-2)
24. Malaysia 5.03 (+1)
25. Corea del Sud 5.01 (-6)
26. Brunei 4.95 (+2)
27. Israele 4.94 (-1)
28. Irlanda 4.92 (-1)
29. Cina 4.84 (±0)
30. Porto Rico 4.67 (+1)

## 2012–2013
Prime 30 posizioni 2012–2013 report:
1. Svizzera 5,72 (±0)
2. Singapore 5,67 (±0)
3. Finlandia 5,55 (+1)
4. Svezia 5,53 (-1)
5. Paesi Bassi 5,50 (+2)
6. Germania 5,48 (±0)
7. Stati Uniti 5,47 (-2)
8. Regno Unito 5,45 (+2)
9. Hong Kong 5,41 (+2)
10. Giappone 5,40 (-1)
11. Qatar 5,38 (+3)
12. Danimarca 5,29 (-4)
13. Taiwan 5,28 (±0)
14. Canada 5,27 (-2)
15. Norvegia 5,27 (+1)
16. Austria 5,22 (+3)
17. Belgio 5,21 (-2)
18. Arabia Saudita 5,19 (-1)
19. Corea del Sud 5,12 (+5)
20. Australia 5,12 (±0)
21. Francia 5,11 (-3)
22. Lussemburgo 5,09 (+1)
23. Nuova Zelanda 5,09 (+2)
24. Emirati Arabi Uniti 5,07 (+3)
25. Malaysia 5,06 (−4)
26. Israele 5,02 (-4)
27. Irlanda 4,91 (+2)
28. Brunei 4,87 (±0)
29. Cina 4,83 (-3)
30. Islanda 4,74 (±0)

## 2011–2012
Prime 30 posizioni 2011–2012 report:
1. Svizzera 5.75 (±0)
2. Singapore 5.63 (+1)
3. Svezia 5.61 (−1)
4. Finlandia 5.47 (+3)
5. Stati Uniti 5.43 (−1)
6. Germania 5.41 (−1)
7. Paesi Bassi 5.41 (+1)
8. Danimarca 5.40 (+1)
9. Giappone 5.40 (−3)
10. Regno Unito 5.39 (+2)
11. Hong Kong 5.36 (±0)
12. Canada 5.33 (−2)
13. Taiwan 5.26 (±0)
14. Qatar 5.24 (+3)
15. Belgio 5.20 (+4)
16. Norvegia 5.18 (−2)
17. Arabia Saudita 5.17 (+4)
18. Francia 5.14 (−4)
19. Austria 5.14 (−1)
20. Australia 5.11 (−4)
21. Malaysia 5.08 (+5)
22. Israele 5.07 (+2)
23. Lussemburgo 5.03 (−3)
24. Corea del Sud 5.02 (−2)
25. Nuova Zelanda 4.93 (−2)
26. Cina 4.90 (+1)
27. Emirati Arabi Uniti 4.89 (−2)
28. Brunei 4.78 (±0)
29. Irlanda 4.77 (±0)
30. Islanda 4.75 (+1)

## 2010–2011
Prime 30 posizioni 2010–2011 report:
1. Svizzera 5.63 (±0)
2. Svezia 5.56 (+2)
3. Singapore 5.48 (±0)
4. Stati Uniti 5.43 (−2)
5. Germania 5.39 (+2)
6. Giappone 5.37 (+2)
7. Finlandia 5.37 (−1)
8. Paesi Bassi 5.33 (+2)
9. Danimarca 5.32 (−4)
10. Canada 5.30 (−1)
11. Hong Kong 5.27 (±0)
12. Regno Unito 5.25 (+1)
13. Taiwan 5.21 (−1)
14. Norvegia 5.14 (±0)
15. Francia 5.13 (+1)
16. Australia 5.11 (−1)
17. Qatar 5.10 (+5)
18. Austria 5.09 (−1)
19. Belgio 5.07 (−1)
20. Lussemburgo 5.05 (+1)
21. Arabia Saudita 4.95 (+7)
22. Corea del Sud 4.93 (−3)
23. Nuova Zelanda 4.92 (−3)
24. Israele 4.91 (+3)
25. Emirati Arabi Uniti 4.89 (−2)
26. Malaysia 4.88 (−2)
27. Cina 4.84 (+2)
28. Brunei 4.75
29. Irlanda 4.74 (−4)
30. Cile 4.69 (±0)

## 2009–2010
Prime 30 posizioni 2009–2010 report:
1. Svizzera 5.60 (+1)
2. Stati Uniti 5.59 (−1)
3. Singapore 5.55 (+2)
4. Svezia 5.51 (±0)
5. Danimarca 5.46 (−2)
6. Finlandia 5.43 (±0)
7. Germania 5.37 (±0)
8. Giappone 5.37 (+1)
9. Canada 5.33 (+1)
10. Paesi Bassi 5.32 (−2)
11. Hong Kong 5.22 (±0)
12. Taiwan 5.20 (+5)
13. Regno Unito 5.19 (−1)
14. Norvegia 5.17 (+1)
15. Australia 5.15 (+3)
16. Francia 5.13 (±0)
17. Austria 5.13 (−3)
18. Belgio 5.09 (+1)
19. Corea del Sud 5.00 (−6)
20. Nuova Zelanda 4.98 (+4)
21. Lussemburgo 4.96 (+4)
22. Qatar 4.95 (+4)
23. Emirati Arabi Uniti 4.92 (+8)
24. Malaysia 4.87 (−3)
25. Irlanda 4.84 (−3)
26. Islanda 4.80 (−6)
27. Israele 4.80 (−4)
28. Arabia Saudita 4.75 (−1)
29. Cina 4.74 (+1)
30. Cile 4.70 (−2)

## 2008–2009
Prime 30 posizioni 2008–2009 report:
1. Stati Uniti 5.74
2. Svizzera 5.61
3. Danimarca 5.58
4. Svezia 5.53
5. Singapore 5.53
6. Finlandia 5.50
7. Germania 5.46
8. Paesi Bassi 5.41
9. Giappone 5.38
10. Canada 5.37
11. Hong Kong 5.33
12. Regno Unito 5.30
13. Corea del Sud 5.28
14. Austria 5.23
15. Norvegia 5.22
16. Francia 5.22
17. Taiwan 5.22
18. Australia 5.20
19. Belgio 5.14
20. Islanda 5.05
21. Malaysia 5.04
22. Irlanda 4.99
23. Israele 4.97
24. Nuova Zelanda 4.93
25. Lussemburgo 4.85
26. Qatar 4.83
27. Arabia Saudita 4.72
28. Cile 4.72
29. Spagna 4.72
30. Cina 4.70

Le posizioni più indietro si possono trovare al  Global Competitiveness Report 2013-2013 (PDF), su www3.weforum.org.